# الرغبي في الأردن (رياضة)

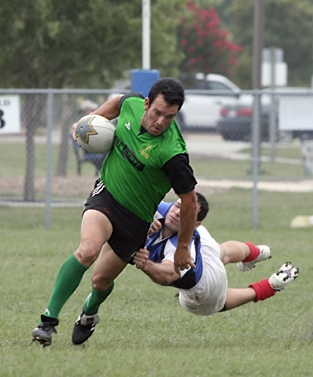
صورة لاعب لرياضة الرغبي

الرغبي: (بالإنجليزية: Rugby)‏ في الأردن: هي رياضة ثانوية، لكنها تتطور في الأردن وهي رياضة جماعية، منتشرة جداً في العالم خاصة في فرنسا ودول الجزر البريطانية (مثل المستعمرات البريطانية السابقة: أستراليا ونيوزيلندا وجنوب أفريقيا. 

## الهيئة الإدارية
يتم إدارة الرغبي الأردني من قبل اتحاد الرغبي الأردني، والذي تم الموافقة عليه من قبل مجلس الاتحاد الآسيوي للرغبي منذ عام 2008.
الجهة الرسمية المسؤولة  عن إدارة رياضة الرغبي في المملكة الأردنية هي لجنة الرغبي الأردنية، تحت مظلة اللجنة الأولمبية الاردنية، وتشرف على الجوانب الإدارية والتطويرية للرياضة، ومنها تنظيم البطولات المحلية والخارجية، وتطوير منتخبات وطنية منافسة دوليا. وهي عضو رسمي في كل من الاتحاد الآسيوي للرغبي والاتحاد العالمي للرغبي والاتحاد العربي للرغبي.

## التاريخ
تم إدخال رياضة الرغبي في الأردن لأول مرة من قبل البريطانيين. منذ ذلك الحين ، لعبت بشكل رئيسي من قبل المغتربين من كومنولث بريطانيا والعمال الأجانب، تحافظ الأردن على علاقة وثيقة مع منتخب الخليج العربي لكرة الرغبي AGRFU ، وتشمل فريق التطوير الخاص بهم غيث جليل، وهو أردني.
وكانت لجنة الرغبي الأردنية قد تأسست في عام 2005 وبعد ثلاث سنوات تم تشكيل أول منتخب وطني لرياضة الرغبي على مستوى الرجال اتبعه تشكيل منتخب سيدات ومشاركته للمرة الأولى في بطولة غرب آسيا والتي جرت في قطر عام 2019م.

## الفريق الوطني
الفريق الوطني الأردني للرغبي هو فريق دولي يلعب في الدوري الثالث. لعبت الأردن أول مباراة اختبار ضد لبنان في 14 مايو 2010 ، في دبي. شاركوا في وفازوا بمسابقة 5 دول آسيوية و3 غرب (بالإنجليزية: Asian 5 nations division 3 West)‏ الأولى في عام 2016.

## أندية الرجبي في الأردن
هناك ثلاثة نوادٍ في عمان:
- نادي البدو للرغبي (بالإنجليزية: Nomads Rugby Club)‏
- نادي الرغبي قلعة عمان:(بالإنجليزية: Amman Citadel Rugby Club)‏
- عمان سوسوروقة للرغبي: (بالإنجليزية: Amman Saracens Sosruka rugby)‏

خارج عمان:
شركس العقبة للرغبي: (بالإنجليزية: Aqaba Sharks)‏